# Аласания, Мамия Георгиевич
Мамия Георгиевич Аласания (груз. მამია გიორგის ძე ალასანია; 6 мая 1943 — 27 сентября 1993) — полковник КГБ СССР и ВС Грузии, участник грузино-абхазской войны и боёв за Сухуми.

## Биография
Родился 6 мая 1943 года в городе Самегрело (Грузинская ССР). Окончил Тбилисский политехнический институт и Высшую школу КГБ СССР, служил в разведке и контрразведке СССР около 30 лет. Участник Афганской войны, проходил службу в 1980—1981 годах. С 30 сентября 1986 по 1 ноября 1988 года — председатель Отдела КГБ по Юго-Осетинской АО при КГБ Грузинской ССР. Имел звание полковника КГБ. В 1991 году после признания независимости Грузии Аласания был назначен заместителем председателя Государственной службы безопасности Грузии.
В 1992—1993 годах Аласания был отправлен Правительством Грузии в район Самегрело для предотвращения массовых беспорядков, позже вместе с грузинскими войсками участвовал в боях против абхазских войск и их союзников. 27 сентября 1993 года во время боёв за Сухуми абхазской артиллерией было обстреляно здание Верховного Совета Абхазской ССР, где держали оборону не менее 18 грузинских бойцов, среди которых был и Мамия Аласания. Позже здание окружили кабардинские ополченцы, и грузинские военнослужащие вынуждены была сдаться: пленных отправили в Гудауту, однако в тот же день позднее их перехватили абхазы и расстреляли около железной дороги. Среди погибших были Жиули Шартава, несколько его охранников, а также мэр города Сухуми Гурам Габискирия, глава военного пресс-центра Автономной Республики Абхазия Александр Берулава и генерал-майор грузинской армии Гено Адамия.
В 2004 году награждён орденом Вахтанга Горгасала I степени
Сын Мамии Аласании — Ираклий, видный грузинский политик, посол Грузии при ООН с 11 сентября 2006 года по 4 декабря 2008 года и министр обороны Грузии в 2012—2014 годах. В 2009 году прессой Аласания назывался в качестве кандидата в президенты Грузии от оппозиции. Есть утверждения, что Ираклий является двоюродным братом Михаила Саакашвили, Президента Грузии в 2004—2013 годах; отсюда якобы Саакашвили приходится племянником Мамии Аласании. Однако подобные утверждения документально не доказаны. В частности известно, что отца матери Михаила Саакашвили звали не Георгий, а Гиви. Исходя из этого, он не может быть племянником Мамии Аласании.
В октябре 2017 года тело Аласании было найдено в Абхазии и доставлено в Тбилиси, где его похоронили с воинскими почестями во дворе Церкви святого Николая на территории крепости Нарикала. 5 февраля 2018 года посмертно награждён Орденом Национального героя Грузии, награду из рук Президента Грузии получил его сын Ираклий.